# 内田夕夜
內田夕夜（日语：／ Uchida Yūya，1965年12月3日—），是日本出身於埼玉縣北葛飾郡三鄉町的男性舞台劇演員、聲優；所属劇團演員座。

## 生平
- 起初動畫配音比較少參與，在《二十面相少女》為二十面相角色作配音，從而有更多機會參與動畫的配音。
- 主要是海外吹替劇集和電影為主，從鐵達尼號開始為里安納度·狄卡比奧出演的角色吹替而所知的聲優，同時也是常任聲演賴恩·高斯寧、占士·麥艾禾、河正宇、丹尼爾·布爾等明星。
- 在自己博客公佈結婚2008年1月13日結婚，同年誕下第一個孩子，2011年4月1日發表了第二個孩子出生。

## 演出作品

### 舞台劇
- フルサークル
- 村岡伊平次伝
- ハムレット
- メフィスト（1998年）
- 伊能忠敬物語（1999年）
- あなたまでの6人
- 千鳥
- 十二夜
- ペナルティ・マリア
- きょうの雨 あしたの風（2006年）
- 赤ひげ（2008年）
- どん底（2009年）

## 配音作品
黑體是配演作品中的主角或主要角色。

### 電視動畫
2005年
- 噬魂師（弗蘭肯·索達恩）

2006年
- 光速蒙面俠21（基德/武者小路紫苑）
- 金色琴弦 金色のコルダ〜secondo passo〜（吉羅曉彥）
- 攻殼機動隊 STAND ALONE COMPLEX Solid State Society（コシキタテアキ）

2007年
- 怪物女王（艾米魯 エミール）

2008年
- 超能少女組（內田）
- 二十面相少女（二十面相）
- 藍龍 天界の七竜（ヒルデガルド男）
- 無限之住人（真理路）

2009年
- 狼與香辛料II（リゴロ・デドリ 裡戈羅·德多裡）
- 火影忍者疾風傳（麟児）
- MAJOR 5th season（佐伯京四郎）
- 潘朵拉之心（魯法斯·巴魯瑪 ルーファス=バルマ）
- 豹頭王傳說（那利斯）

2010年
- 江戶盜賊團五葉（松吉）
- 棒球大聯盟第六季（佐伯京四郎）

2012年
- ZETMAN（黑服A）
- 超譯百人一首歌之戀（良岑宗貞）
- FAIRY TAIL（薩謬爾 サミュエル）

2013年
- 召喚惡魔Z（西村健作）

2014年
- 金色琴弦 Blue♪Sky（榊大地、吉羅曉彥）
- 地球隊長（久部正樹）
- Soul Eater Not!（弗藍肯·斯坦）
- 東京喰種（霧嶋新）
- 七大罪（韓德利克森）
- PSYCHO-PASS 心靈判官 2（桒島浩一）

2015年
- 血界戰線（達尼艾爾·洛）
- 受讚頌者 虛偽的假面（雷神）
- FAIRY TAIL第二季（餓狼騎士團卡瑪）

2016年
- 魔法使 光之美少女！（魔法學校校長）
- 七大罪 聖戰的預兆（韓德利克森）
- HEYBOT!（日语：ヘボット!）（マンドライバー、グチリーマン）

2017年
- 鎖鏈戰記 ～赫克瑟塔斯之光～（戰士）
- ACCA13區監察課（哈林）
- 航海王 萬國篇（夏洛特·裴洛斯佩勒）
- 血界戰線 & BEYOND（達尼艾爾·洛）

2018年
- 七大罪 戒律的復活（韓德利克森）
- 刻刻（潮見）
- 閃亮模力小天才（夏洛克、義人）
- 沒有心跳的少女 BEATLESS（遠藤コウゾウ）
- 魯邦三世 PART5（亞蘭）
- 雷頓的神秘偵探社～卡翠的解謎事件簿～（加布里·卡穆佐[1]、薩庫特·卡穆佐）

2019年
- 魯邦三世 Goodbye Partner（蕭邦[2]）
- 文豪Stray Dogs 第3期（蘭堂）
- KIRA KIRA HAPPY★ 打開吧！見習神仙精靈（希洛·米奇）
- COP CRAFT（柯爾·莫塞里梅）
- 七大罪 眾神的逆麟（韓德利克森）
- 非槍人生NO GUNS LIFE（庫洛然·馮·沃爾夫[3]）
- 海螺小姐（守屋浩二）

2020年
- Radiant 虛空魔境 第2期（蘭德雷克）
- 名侦探柯南（荻野凛太郎）
- 王者天下 第3期（春申君）
- 屁屁偵探（布拉匹特）
- 非槍人生NO GUNS LIFE 第2期（庫洛然·馮·沃爾夫）
- 高校之神（白勝哲）

2021年
- 奇蛋物語 Wonder Egg Priority（本尊）
- 七大罪 憤怒的審判（韓德利克森）
- 文豪Stray Dogs 汪！（蘭堂）
- SSSS.DYNAZENON（上條）
- 席斯坦 -The Roman Fighter-（納西卡）
- 86－不存在的戰區－（恩斯特·齊瑪曼）
- 進化果實～不知不覺踏上勝利的人生～（黑龍神）

2022年
- 王者天下 第4期（春申君）
- 受讚頌者 二人的白皇（雷神[4]）
- 幽零幻鏡（AI店長）
- 鏈鋸人（暴力魔人[5]）

2023年
- 魔王學院的不適任者～史上最強的魔王始祖，轉生就讀子孫們的學校～ 第二季（天父神諾司加里亞）
- 不當哥哥了！（萊昂納多）
- 物之古物奇譚（機）
- 甜點轉生（克阿頓）
- MIX 第二季 ～第二個夏天，邁向晴空～（澤井圭一）
- 物之古物奇譚 第二章（機）
- 葬送的芙莉蓮（歐爾登卿）

2024年
- 七大罪 啟示錄四騎士（韓德利克森）
- 怪異與少女與神隱（時空のおっさん[6]）
- 魔導具師妲莉亞永不妥協（泰奧德羅·奧蘭多）
- 七大罪 啟示錄四騎士 第2期（韓德利克森）

2025年
- 地。-關於地球的運動-（弗賴）
- 我的幸福婚約 第2期（甘水直[7]）
- 公爵千金的家庭教師（教授[8]）

### 剧场動畫
2017年
- 光之美少女 Dream Stars!（魔法學校校長）

2020年
- 喬瑟與虎與魚群動畫版（水嶋）

2025年
- 劇場版 鏈鋸人 蕾潔篇（暴力魔人[9]）

### 遊戲
2009年
- 机动战士高达战记（埃里克·布兰克）

2015年
- 傳頌之物 虛偽的假面（雷神）

2016年
- 傳頌之物 兩人的白皇（雷神）

2020年
- 闇影詩章（螺旋鐵腕.達米安）

2023年
- 最终幻想XVI（克莱夫・罗兹菲德）

2024年
- 崩壞：星穹鐵道（螺絲咕姆）

### 吹替

#### 電視／電影
| 年份 | 片名                         | 角色                       | 演員              | 媒介                            |
| ---- | ---------------------------- | -------------------------- | ----------------- | ------------------------------- |
| 2004 | 忘了、忘不了                 | 諾亞                       | 賴恩·高斯寧       | DVD版本                         |
| 2007 | 充氣娃娃之戀                 | 拉斯                       | 賴恩·高斯寧       | DVD版本                         |
| 2011 | 選戰風雲                     | 斯蒂芬·梅耶斯              | 賴恩·高斯寧       | DVD版本                         |
| 2011 | 極速罪駕                     | Driver                     | 賴恩·高斯寧       | 東京電視台/影碟版本             |
| 2012 | 末路車神                     | Jack Dawson                | 賴恩·高斯寧       | DVD版本                         |
| 2013 | 罪無赦                       | 朱利安                     | 賴恩·高斯寧       | 影碟版本                        |
| 2016 | 黐筋雙响炮                   | 侯藍·馬奇                  | 賴恩·高斯寧       | 影碟版本                        |
| 2016 | La La Land                   | Sebastian Wilder           | 賴恩·高斯寧       | 影碟版本                        |
| 2017 | 為妳唱的歌                   | BV                         | 賴恩·高斯寧       | 影碟版本                        |
| 2018 | 登月第一人                   | 尼爾·岩士唐                | 賴恩·高斯寧       | 影碟版本                        |
| 2007 | 珍奧斯汀少女日記             | 湯瑪斯·勒佛伊              | 占士·麥艾禾       | DVD版本                         |
| 2008 | 殺神特工                     | 衛斯理·吉柏森              | 占士·麥艾禾       | BS Japan頻道 （重新配音版）     |
| 2011 | 變種特攻：異能第一戰         | X教授/查爾斯·查維爾        | 占士·麥艾禾       | 公映/影碟版本                   |
| 2014 | 變種特攻：未來同盟戰         | X教授/查爾斯·查維爾        | 占士·麥艾禾       | 公映/影碟版本                   |
| 2015 | 科學怪人：創生之父           | 維克多·弗蘭肯斯坦          | 占士·麥艾禾       | 影碟版本                        |
| 2016 | 變種特攻：天啟滅世戰         | X教授/查爾斯·查維爾        | 占士·麥艾禾       | 公映/影碟版本                   |
| 2017 | 思·裂                        | 凱文·溫德爾·克倫姆         | 占士·麥艾禾       | 影碟版本                        |
| 2017 | 原子殺姬                     | 大衛·波西瓦爾              | 占士·麥艾禾       | 影碟版本                        |
| 2019 | 異能仨                       | 「邪軍」凱文·溫德爾·克倫姆 | 占士·麥艾禾       | 影碟版本                        |
| 2019 | 變種特攻：黑鳳凰             | X教授/查爾斯·查維爾        | 占士·麥艾禾       | 公映/影碟版本                   |
| 2008 | 追擊者                       | 池英民                     | 河正宇            | 影碟版本                        |
| 2010 | 黃海追緝                     | 金九南                     | 河正宇            | 影碟版本                        |
| 2015 | 復國者聯盟                   | 夏威夷·皮斯托              | 河正宇            | 影碟版本                        |
| 2016 | 失控隧道                     | 李正秀                     | 河正宇            | 影碟版本                        |
| 2017 | 與神同行                     | 江林公子                   | 河正宇            | 影碟版本                        |
| 2018 | 逆權公民:1987                | 崔桓                       | 河正宇            | 影碟版本                        |
| 2018 | 與神同行：最終審判           | 江林公子                   | 河正宇            | 影碟版本                        |
| 2018 | 轟天暴隊                     | Ahab                       | 河正宇            | 影碟版本                        |
| 2020 | 陰櫥                         | 尚元                       | 河正宇            | 影碟版本                        |
| 2003 | 快樂的謊言                   | Alexander Kerner           | 丹尼爾·布爾       | DVD版本                         |
| 2004 | 等愛的女神                   | Andrea Marowski            | 丹尼爾·布爾       | DVD版本                         |
| 2011 | 惡靈入侵                     | Antonio神父                | 丹尼爾·布爾       | DVD版本                         |
| 2015 | 摘星廚神                     | Tony                       | 丹尼爾·布爾       | 影碟版本                        |
| 2016 | 美國隊長3：英雄內戰          | 赫爾穆特·斯莫              | 丹尼爾·布爾       | 公映/影碟版本                   |
| 2018 | 沉默的天使                   | 雷斯洛·奎斯勒              | 丹尼爾·布爾       | Netflix平台/DVD版本             |
| 2018 | 末世悖論                     | 恩斯特·史密特              | 丹尼爾·布爾       | Netflix平台                     |
| 2021 | 獵鷹與酷寒戰士               | 赫爾穆特·斯莫              | 丹尼爾·布爾       | Disney+串流平台                 |
| 1997 | 鐵達尼號                     | Jack Dawson                | 里安纳度·狄卡比奥 | 富士電視台版                    |
| 2006 | 無間道風雲                   | 比利·寇提根                | 里安纳度·狄卡比奥 | 公映/影碟版本                   |
| 2008 | 叛諜同謀                     | Roger Ferris               | 里安纳度·狄卡比奥 | DVD版本                         |
| 2010 | 潛行凶間                     | Dominic「Dom」Cobb         | 里安纳度·狄卡比奥 | 公映/影碟版本                   |
| 2013 | 大亨小傳                     | 傑·蓋茨比                  | 里安纳度·狄卡比奥 | 影碟版本                        |
| 2005 | 冥王星早餐                   | Patrick                    | 施利安·梅菲       | DVD版本                         |
| 2005 | 蝙蝠俠：俠影之謎             | 稻草人/尊立頓·克蘭         | 施利安·梅菲       | 影碟版本                        |
| 2006 | 風吹麥動                     | Damien O'Donovan           | 施利安·梅菲       | DVD版本                         |
| 2011 | 潛逃時空                     | 雷蒙·里昂                  | 施利安·梅菲       | 公映/影碟版本                   |
| 2017 | 鄧寇克大行動                 | 英國士兵                   | 施利安·梅菲       | 影碟版本                        |
| 2023 | 奥本海默                     | 羅伯特·歐本海默            | 施利安·梅菲       | 影碟/串流媒體版本               |
| 2012 | 太極1從零開始                | 陳栽秧                     | 馮紹峰            | DVD版本                         |
| 2012 | 太極2英雄崛起                | 陳栽秧                     | 馮紹峰            | DVD版本                         |
| 2012 | 畫皮II                       | 龐郎                       | 馮紹峰            | 影碟版本                        |
| 2013 | 蘭陵王                       | 高长恭/蘭陵王              | 馮紹峰            | DVD版本                         |
| 2013 | 狄仁傑之神都龍王             | 尉遲真金                   | 馮紹峰            | 影碟版本                        |
| 2016 | 西遊記之孫悟空三打白骨精     | 唐三藏                     | 馮紹峰            | 影碟版本                        |
| 2018 | 狄仁傑之四大天王             | 尉遲真金                   | 馮紹峰            | 影碟版本                        |
| 2010 | 新三國                       | 呂布                       | 何潤東            | 富士/銀河頻道/衛星劇場/影碟版本 |
| 2012 | 楚漢傳奇                     | 項羽                       | 何潤東            | WOWOW頻道/DVD版本               |
| 2014 | 西遊記之大鬧天宮             | 二郎神                     | 何潤東            | 影碟版本                        |
| 2000 | 雷霆傘兵                     | 羅佑甘                     | 肖恩·泰勒         | WOWOW頻道/影碟版本              |
| 2003 | 大魚奇緣                     | 青年期愛德華·布魯姆        | 伊雲·麥葵格       | 航空公司版本                    |
| 2004 | 新警察故事                   | Max/梁麥斯                 | 葉山豪            | DVD版本                         |
| 2005 | 狙魔人                       | 山姆·温彻斯特              | 傑瑞·帕達里基     | 衛星頻道/影碟版本               |
| 2009 | 原來是美男                   | 姜信宇                     | 鄭容和            | 衛星頻道/DVD版本                |
| 2010 | 金首露                       | 金首露                     | 池晟              | 衛星頻道/DVD版本                |
| 2011 | 白蛇傳說之法海               | 許仙                       | 林峯              | 影碟版本                        |
| 2012 | 時凶獵殺                     | Joe                        | 祖瑟夫·哥頓-利域  | 影碟版本                        |
| 2014 | 繡春刀                       | 盧劍星                     | 王千源            | 影碟版本                        |
| 2015 | 夜魔俠                       | 夜魔俠/麥特·默多克         | 查理·考克斯       | Netflix平台                     |
| 2015 | 尋龍訣                       | 胡八一                     | 陳坤              | 影碟版本                        |
| 2019 | 爱x死x机器人（E16）:冰河时代 | Rob                        | 陶佛·葛瑞斯       | Netflix串流媒體                 |

#### 動畫
2024年
- 魔鬼終結者Zero（Malcolm Lee[10]〈André Holland 配音〉）

## 外部連結
- 俳優座によるプロフィール
- 夕夜のブログ （页面存档备份，存于）
- ブログ（2010年5月25日まで）

1. ↑  . 4Gamer.net. 2018-11-03  [2018-11-03]. （原始内容存档于2024-12-15）.
2. ↑  . ルパン三世 グッバイ・パートナー.   [2018-12-26]. （原始内容存档于2018-12-21）.
3. ↑  . TVアニメ「ノー・ガンズ・ライフ」公式サイト.   [2019-08-19]. （原始内容存档于2019-07-19）.
4. ↑  . Comic Natalie. 2022-05-10  [2022-05-10]. （原始内容存档于2022-05-17） （日语）.
5. ↑  . Comic Natalie. 2022-10-07  [2022-10-07]. （原始内容存档于2022-10-19） （日语）.
6. ↑  . Comic Natalie. 2024-02-29  [2024-02-29]. （原始内容存档于2024-04-03） （日语）.
7. ↑  . Comic Natalie. 2024-09-23  [2024-09-23]. （原始内容存档于2024-09-23） （日语）.
8. ↑  . Comic Natalie. 2025-06-28  [2025-06-28] （日语）.
9. ↑  . Comic Natalie. 2024-12-22  [2024-12-22]. （原始内容存档于2024-12-26） （日语）.
10. ↑  . MANTANWEB. 2024-07-25  [2024-07-25]. （原始内容存档于2024-08-05） （日语）.